# Château de Fauquemont
 (novembre 2024).
Si vous disposez d'ouvrages ou d'articles de référence ou si vous connaissez des sites web de qualité traitant du thème abordé ici, merci de compléter l'article en donnant les références utiles à sa vérifiabilité et en les liant à la section « Notes et références ».
Le château de Fauquemont est un ancien château médiéval sis à Fauquemont-sur-Gueule, dans le sud des Pays-Bas. Des fortifications en bois du XIIe siècle sont plusieurs fois reconstruites en solide au cours des siècles suivant. Détruit en 1672 le château fut laissé en ruines. Ses vestiges dominent la vallée de la Gueule, affluent de la Meuse.

## Histoire
En l'an 1115, des fortifications furent érigées sur le site par Gossuin Ier, seigneur de Fauquemont. Cette construction en bois est détruite en 1122 lors du siège de Henri V du Saint-Empire. Le château fut reconstruit lors des siècles suivants et fut, à nouveau endommagé, cette fois par Jean III, duc de Brabant. Les ruines actuelles sont celles du château du XIVe siècle.
Il fut détruit lors de la guerre de Hollande en 1672 par l'armée de Guillaume III d'Orange-Nassau pour l'empêcher de tomber aux mains des français.

## Source de la traduction
- (en) Cet article est partiellement ou en totalité issu de l’article de Wikipédia en anglais intitulé « Valkenburg Castle » (voir la liste des auteurs).